# Aldwych

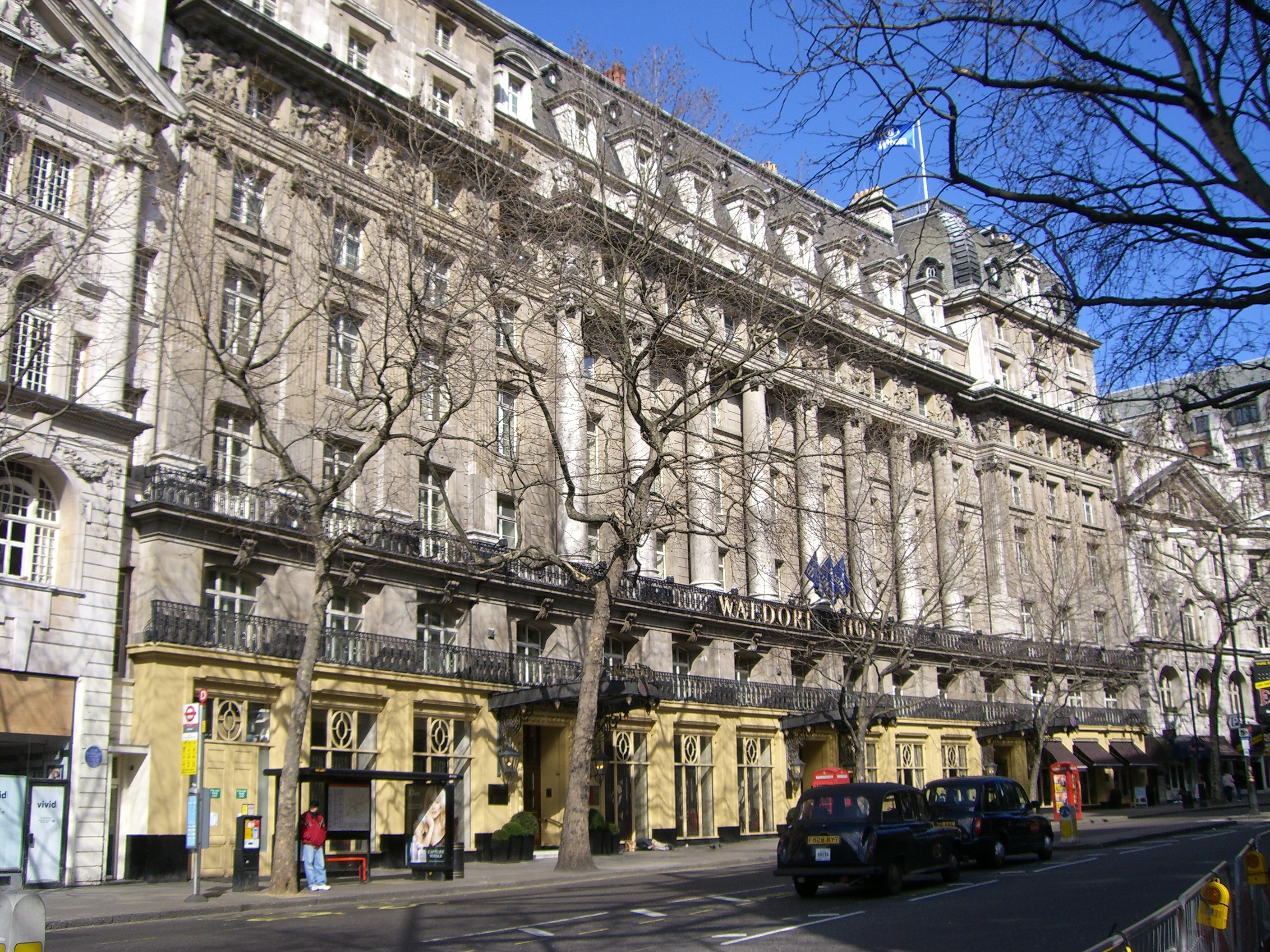
Hotel Waldorf Hilton a Aldwych

Aldwych és un barri i un carrer a la Ciutat de Westminster, Londres. El carrer té forma de mitjalluna, connectant per una banda Strand a l'oest, i el carrer Fleet a l'est. A la part central connecta amb Kingsway. És la seu de la London School of Economics, Bush House, i els teatres Aldwych i Novello, l'hotel Waldorf, l'alt comissionat de l'Índia i a la vora hi ha la parada de metro d'Alwych, ara en desús.